# Instituto de Turismo y Desarrollo Económico Sostenible
Instituto de Turismo y Desarrollo Económico Sostenible Tides, perteneciente a la Universidad de Las Palmas de Gran Canaria (ULPGC), es un Instituto de investigación. 
Este Instituto plantea como objetivos desarrollar investigación en turismo de excelencia, generando y difundiendo conocimiento científico, e integrándose en las redes de excelencia de turismo internacional. Por otra parte, realiza educación, formación y concientización para la mejora del desarrollo turístico. Finalmente, aplica el conocimiento generado para impulsar la mejora del desarrollo turístico económico, social y medio ambiental de los destinos. 

El Tides como Instituto responsable de la investigación en turismo en la ULPGC ha contribuido a que la ULPGC ocupe el segundo puesto en España en productividad científica internacional en turismo y se encuentre en cuarto lugar en Europa y entre las 30 primeras universidades mundiales en productividad científica en turismo; y primero de toda Iberoamérica en investigación en hospitality.

## Historia
El Instituto Universitario de Turismo y Desarrollo Económico Sostenible (Instituto Universitario TiDES), integrado en la Universidad de Las Palmas de Gran Canaria, nace en el año 2010 con una naturaleza multidisciplinar, integrando a más de sesenta investigadores. El Tides surge del núcleo de la Cátedra UNESCO de Planificación Turística y Desarrollo Sostenible de la ULPGC.

## Estructura organizativa y Áreas de trabajo
El Instituto se divide en seis divisiones: 
- Laboratorio de diseño e innovación
- Métodos cuantitativos y análisis estadístico
- Estrategia territorial del turismo
- Empresa y gestión turística
- Formación y cooperación al desarrollo
- Marketing y dinamización turística

Adicionalmente, el instituto incorpora la titularidad de La Cátedra UNESCO de Planificación Turística y Desarrollo Sostenible.
El instituto TIDES acoge el laboratorio de neuroturismo: neurociencia aplicada al turismo EMOTURLAB: https://emotur.ulpgc.es/
La dirección del Instituto es ostentada por el Catedrático Dr. Sergio Moreno Gil, la secretaría por el Dr. Javier León Ledesma y la dirección adjunta por la Dra. Arminda Almeida Santana.
La investigación en turismo, de la que es responsable el Tides, ha colocado a la Universidad de Las Palmas en puestos destacados en algunos temas de investigación tales como "Marketing y gestión de destinos", donde ocupa la segunda posición del ranking mundial en investigación empatada con otras cuatro universidades; o el cuarto puesto mundial en investigación en "Imagen y marca", tras las universidades de Purdue, Texas A.M y U. de Illinois U.C.